# Медведев, Владимир Сергеевич
Владимир Сергеевич Медведев (21 января 1948, Баку, Азербайджанская ССР — 24 сентября 2018, Московская область, Россия) — советский и российский инженер-нефтяник, политический деятель, секретарь партийного комитета КПСС, генеральный директор объединения «Сибгазнефтепереработка» (1986—1991), заместитель главы администрации Тюменской области (1991—1992), депутат Государственной Думы ФС РФ первого (1993—1995), второго (1995—1999) и третьего (1999—2003) созывов.

## Биография
С 1966 по 1967 год работал на НГДУ «Первомайнефть» производственного объединения «Куйбышевнефть» водителем, слесарем. С 1967 по 1969 год проходил срочную военную службу. С 1969 по 1983 год работал на Нижневартовском газоперерабатывающем заводе водителем, слесарем, шофером, техником, инженером. В 1978 году получил высшее техническое образование по специальности «инженер-механик нефтяных и газовых промыслов» в Куйбышевском политехническом институте.
С 1983 года работал заместителем главного инженера Нижневартовского газоперерабатывающего завода. С 1984 года работал на Локосовском газоперерабатывающем заводе в должности главного инженера. С 1986 года работал секретарём партийного комитета КПСС объединения «Сибгазнефтепереработка». В 1987 году назначен генеральным директором объединения «Сибгазнефтепереработка». С 1991 по 1992 год работал заместителем главы администрации Тюменской области. В 1992 году возглавил Союз нефтепромышленников России.
В 1993 году избран депутатом Государственной думы Федерального Собрания Российской Федерации первого созыва от Нижневартовского одномандатного избирательного округа № 221. В Государственной думе был членом комитета по делам общественных объединений и религиозных организаций, входил в депутатскую группу «Новая региональная политика».
В 1995 году избран депутатом Государственной думы Федерального Собрания Российской Федерации второго созыва от Нижневартовского одномандатного избирательного округа № 221. В Государственной думе второго созыва был членом комитета по делам общественных объединений и религиозных организаций, входил в депутатскую группу «Российские регионы».
В 1999 году избран депутатом Государственной думы Федерального Собрания Российской Федерации третьего созыва по спискам избирательного блока «Отечество — вся Россия». В Государственной думе третьего созыва был заместителем председателя Комитета по энергетике, транспорту и связи, членом Комиссии по рассмотрению правовых вопросов пользования недрами на условиях раздела продукции, входил в депутатскую группу «Регионы России».
Был членом Совета директоров АО «Российская инновационная топливно-энергетическая компания». Скончался 24 сентября 2018 года.

## Законотворческая деятельность
За время исполнения полномочий депутата Государственной думы I, II и III созывов выступил соавтором 17 законодательных инициатив и поправок к проектам федеральных законов.

## Награды и звания
- Орден Почёта (1998)[13]
- Орден «Знак Почёта»
- Медаль «За освоение недр и развитие нефтегазового комплекса Западной Сибири»]]
- Медаль «В память 850-летия Москвы»
- Медаль «300 лет Российскому флоту»
- Почётный нефтяник Тюменской области
- Орден Святого благоверного князя Даниила Московского II и III степени[4][5]